# Provincia del Sila
La provincia del Sila è una delle province del Ciad. È stata istituita il 19 febbraio 2008 ricavandone il territorio dalla regione di Ouaddaï.

## Suddivisioni amministrative
La provincia è divisa nei seguenti dipartimenti:
| Dipartimento    | Capoluogo       | Comuni                                       |
| --------------- | --------------- | -------------------------------------------- |
| Abdi            | Abdi            | Abdi, Biyéré, Abkar-Djombo                   |
| Kimiti          | Goz Beïda       | Goz Beïda, Kerfi                             |
| Tissi           | Tissi           | Tissi, Amdoukhoun-kalma, Sarafborgou, Haraza |
| Adé             | Adé             | Adé, Mogororo, Moudeïna, Koumou              |
| Koukou-Angarana | Koukou-Angarana | Koukou-Angarana, Aradib, Marrena             |